# Valeria Golino
Valeria Golino (Napoli, 22 ottobre 1965) è un'attrice, regista ed ex modella italiana.
Ha recitato in molti film, tra cui Storia d'amore, Lupo solitario, Respiro, Hot Shots!, Hot Shots! 2, Puerto Escondido, Caos calmo, Giulia non esce la sera, La kryptonite nella borsa, Come il vento, Il capitale umano e Il ragazzo invisibile. È stata tra le protagoniste di molti film di successo statunitensi tra cui Rain Man - L'uomo della pioggia dove ha recitato a fianco di Tom Cruise e Dustin Hoffman, in Lupo solitario di Sean Penn, in Via da Las Vegas, Four Rooms e in Frida. È particolarmente famosa la scena di Hot Shots! in cui Charlie Sheen cucina – friggendo uova e bacon – sulla pancia di Golino.
Nel corso della sua carriera di attrice cinematografica ha inoltre vinto tre David di Donatello (a fronte di quindici candidature), quattro Nastri d'argento, quattro Globi d'oro e tre Ciak d'oro. Per ben due volte è stata premiata con la Coppa Volpi alla migliore attrice nel corso della Mostra internazionale d'arte cinematografica di Venezia: nel 1986 per Storia d'amore e nel 2015 con Per amor vostro, vincendo inoltre il Premio Pasinetti alla migliore attrice.
Nel 2013 ha esordito nella regia cinematografica con il film Miele, presentato al Festival di Cannes 2013 nella sezione Un Certain Regard.

## Biografia

Valeria Golino in Storia d'amore.

Nasce a Napoli il 22 ottobre 1965, figlia di un germanista italiano e di una pittrice greca di origini in parte francesi ed egiziane. Il cugino, Alfredo Golino, è un batterista (a sua volta figlio del musicista Antonio), mentre la zia, Mimma Gaspari, è una paroliera e produttrice discografica. Trascorre i suoi primi anni a Massa Lubrense e, dopo la separazione dei genitori, ad Atene, dalla madre. A 11 anni trascorre 6 mesi a Chicago (USA) per cure mediche, dove ha occasione di imparare l'inglese. Terminate le cure e rientrata in Europa, a 14 anni comincia a lavorare ad Atene. 

### Carriera
Ha iniziato a lavorare ad Atene come modella di jeans, costumi da bagno e cosmesi; successivamente a 18 anni è stata scoperta dalla regista Lina Wertmüller, per cui nel 1983 recita in Scherzo del destino in agguato dietro l'angolo come un brigante da strada e l'anno seguente in Sotto.. sotto.. strapazzato da anomala passione. Ha ottenuto il suo primo ruolo di attrice protagonista nel 1985 con il film Piccoli fuochi, del regista Peter Del Monte, allora suo compagno, e l'anno successivo ha vinto la Coppa Volpi alla 43ª Mostra internazionale d'arte cinematografica di Venezia con il film di Francesco Maselli, Storia d'amore.

Dal 1988 al 2000 ha vissuto a Los Angeles, in California. Negli Stati Uniti ha lavorato a una ventina di film, dove è maggiormente conosciuta per l'interpretazione data in Rain Man - L'uomo della pioggia (Rain Man, 1988), in Lupo solitario e per la serie di film comici Hot Shots! (1991) e Hot Shots! 2 (1993). Nel 1990 è arrivata finalista, assieme a Julia Roberts, ai provini di Pretty Woman. L'anno successivo le due attrici si ritrovarono di nuovo a competere per la parte del Dr. Rachel Mannus nel film Linea mortale, ma per la seconda volta la spuntò la Roberts. Nel 1994 il regista James Cameron la vuole per la parte di Helen in True Lies, accanto ad Arnold Schwarzenegger, ma Valeria era in partenza per girare il film greco I sfagi tou kokora (1996), da lei anche prodotto, e dovette rinunciare alla parte, andata poi a Jamie Lee Curtis. Nel 1996 recita nel videoclip dei R.E.M. Bittersweet Me.

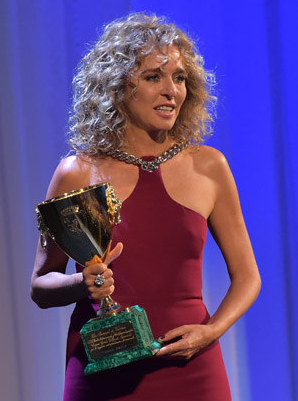
Valeria Golino con la Coppa Volpi vinta per l'interpretazione in Per amor vostro (2015)

Nel 2002 ha vinto il Nastro d'argento al Taormina Film Fest come miglior attrice protagonista per Respiro (2002). Nel 2006 vince il David di Donatello per la migliore attrice protagonista per La guerra di Mario (2005) di Antonio Capuano, per il quale vince anche il Globo d'oro della Stampa Estera, il premio Flaiano e viene candidata al Nastro d'argento alla migliore attrice protagonista.
Ha più volte sperimentato il mondo della musica, prestando la sua voce a quattro brani per altrettanti film. Il primo fu negli anni ottanta e si chiamava Io racconterò, di cui è stato tratto anche un 45 giri. Nel 1991 si cimenta in The Man I Love, contenuto nella colonna sonora di Hot Shots!. Nel 2001 canta Maybe once more per L'inverno di Nina Di Majo. Nel 2009 duetta con i Baustelle nel brano Piangi Roma per il film Giulia non esce la sera, Nastro d'argento alla migliore canzone originale. La collaborazione è trattata anche nel libro I Baustelle mistici dell'Occidente, in cui si parla delle collaborazioni dei Baustelle con le donne della musica, tra cui anche Valeria Golino.
Nel 2013 esordisce come regista con il film Miele, interpretato da Jasmine Trinca e che affronta il tema dell'eutanasia. Il film, in concorso al Festival di Cannes nella sezione Un Certain Regard, le vale una Menzione speciale della giuria Ecumenica. Inoltre le permette di vincere il Nastro d'argento al miglior regista esordiente, il Globo d'oro alla miglior opera prima e il Ciak d'oro 2014 alla migliore opera prima. Nell'autunno 2013 esce Come il vento di Marco Simon Puccioni, la tragica biografia di Armida Miserere, donna che fu una delle prime donne direttrici di carcere. Riceve tre candidature alla 59ª edizione dei David di Donatello: per la miglior regista esordiente, la migliore sceneggiatura per Miele e vince il David di Donatello per la migliore attrice non protagonista per il film Il capitale umano di Paolo Virzì. Nel giugno 2014 viene candidata al Nastro d'argento alla migliore attrice per Come il vento.
A dicembre 2014, esce nelle sale cinematografiche italiane Il ragazzo invisibile, storia di un giovanissimo supereroe, nel quale l'attrice interpreta un commissario di polizia che è anche la madre adottiva del protagonista. Nel gennaio successivo è protagonista assieme a un nutrito cast de Il nome del figlio adattamento italiano della pièce teatrale francese Le Prénom. Nel maggio successivo viene candidata ai Ciak d'oro e ai David di Donatello come attrice non protagonista per il suo ruolo ne Il ragazzo invisibile. Nel 2015 vince per la seconda volta la Coppa Volpi alla 72ª Mostra internazionale d'arte cinematografica di Venezia per l'interpretazione in Per amor vostro di Giuseppe M. Gaudino. Per lo stesso film viene candidata ai David di Donatello e ai Nastri d'argento come migliore attrice protagonista e vince il premio Anna Magnani al Bari International Film Festival 2016.
Nel 2017 Il colore nascosto delle cose, il film con Valeria Golino, Adriano Giannini, diretto da Silvio Soldini, è presentato fuori concorso alla 74ª Mostra internazionale d'arte cinematografica di Venezia. Nel 2018 presenta il film Euforia, da lei diretto, al Festival di Cannes nella sezione Un Certain Regard. Nel 2018 viene nominata "madrina" del Lovers Film Festival di Torino, una rassegna di cinema a tematica LGBT. Nel 2020 vince il David di Donatello come migliore attrice non protagonista nel film 5 è il numero perfetto. Nel 2021 ritorna sugli schermi di Apple TV nella seconda serie di The Morning Show, dove interpreta il ruolo di una documentarista.

## Vita privata
Fidanzata con l'avvocato Fabio Palombi a partire dal 2018, è stata legata precedentemente a Benicio del Toro, a Fabrizio Bentivoglio, al regista Peter Del Monte, all'attore Andrea Di Stefano e all'attore e produttore cinematografico italiano Riccardo Scamarcio (dal 2006 al 2018).

## Filmografia

### Attrice

#### Cinema
- Scherzo del destino in agguato dietro l'angolo come un brigante da strada, regia di Lina Wertmüller (1983)
- Blind Date, regia di Nico Mastorakis (1984)
- Figlio mio, infinitamente caro..., regia di Valentino Orsini (1985)
- Piccoli fuochi, regia di Peter Del Monte (1985)
- Asilo di polizia (Detective School Dropouts), regia di Filippo Ottoni (1986)
- Storia d'amore, regia di Citto Maselli (1986)
- Gli occhiali d'oro, regia di Giuliano Montaldo (1987)
- Ultima estate a Tangeri (Dernier été à Tanger), regia di Alexandre Arcady (1987)
- Rain Man - L'uomo della pioggia (Rain Man), regia di Barry Levinson (1988)
- Paura e amore (Fürchten und Lieben), regia di Margarethe von Trotta (1988)
- Big Top Pee-wee - La mia vita picchiatella (Big Top Pee-Wee), regia di Randal Kleiser (1988)
- Acque di primavera (Torrents of Spring), regia di Jerzy Skolimowski (1989)
- Tracce di vita amorosa, regia di Peter Del Monte (1990)
- La puttana del re (La Putain du Roi), regia di Axel Corti (1990)
- L'anno del terrore (Year of the Gun), regia di John Frankenheimer (1991)
- Lupo solitario (The Indian Runner), regia di Sean Penn (1991)
- Hot Shots!, regia di Jim Abrahams (1991)
- Puerto Escondido, regia di Gabriele Salvatores (1992)
- Hot Shots! 2 (Hot Shots! Part Deux), regia di Jim Abrahams (1993)
- Amata immortale (Immortal Beloved), regia di Bernard Rose (1994)
- Come due coccodrilli, regia di Giacomo Campiotti (1994)
- Amnesia investigativa (Clean Slate), regia di Mick Jackson (1994)
- Submission (1995) (cortometraggio)
- Via da Las Vegas (Leaving Las Vegas), regia di Mike Figgis (1995)
- Four Rooms, regia di Quentin Tarantino, Robert Rodriguez, Allison Anders e Alexandre Rockwell (1995)
- La strage del gallo (I Sfagi Tou Kokora), regia di Andreas Pantzis (1996)
- Il fratello minore (1996) (cortometraggio)
- Escoriandoli, regia di Antonio Rezza (1996)
- Fuga da Los Angeles (Escape from L.A.), regia di John Carpenter (1996)
- Una maledetta occasione (An Occasional Hell), regia di Salomé Breziner (1996)
- Danza della fata confetto (1996) (cortometraggio)
- Le acrobate, regia di Silvio Soldini (1997)
- Strade laterali (Side Streets), regia di Tony Gerber (1998)
- L'albero delle pere, regia di Francesca Archibugi (1998)
- Tipota (1999) (mediometraggio)
- Harem Suare, regia di Ferzan Özpetek (1999)
- Le cose che so di lei (Things You Can Tell Just by Looking at Her), episodio "Goodnight Lilly, Goodnight Christine" (2000)
- Spanish Judges, regia di Oz Scott (2000)
- Ivans xtc, regia di Bernard Rose (2000)
- Controvento, regia di Peter Del Monte (2000)
- Hotel, regia di Mike Figgis (2001)
- To Tama, regia di Andreas Pantzis (2001)
- Respiro, regia di Emanuele Crialese (2002)
- L'inverno, regia di Nina Di Majo (2002)
- Frida, regia di Julie Taymor (2002)
- Prendimi e portami via, regia di Tonino Zangardi (2003)
- Spy zone (San-Antonio), regia di Frédéric Auburtin (2004)
- Alive, regia di Frédéric Berthe (2004)
- 36 Quai des Orfèvres, regia di Olivier Marchal (2004)
- Texas, regia di Fausto Paravidino (2005)
- La guerra di Mario, regia di Antonio Capuano (2005)
- A casa nostra, regia di Francesca Comencini (2006)
- Solo cinque minuti (2006) (cortometraggio)
- Ma place au soleil, regia di Eric de Montalier (2007)
- La ragazza del lago, regia di Andrea Molaioli (2007)
- Lascia perdere, Johnny!, regia di Fabrizio Bentivoglio (2007)
- Attrici (Actrices) regia di Valeria Bruni Tedeschi (2007)
- Il sole nero, regia di Krzysztof Zanussi (2007)
- Caos calmo, regia di Antonello Grimaldi (2008)
- Cash - Fate il vostro gioco (Ca$h), regia di Éric Besnard (2008)
- La fabbrica dei tedeschi, regia di Mimmo Calopresti (2008)
- Giulia non esce la sera, regia di Giuseppe Piccioni (2009)
- Il primo bacio (Les Beaux gosses), regia di Riad Sattouf (2009)
- L'uomo nero, regia di Sergio Rubini (2009)
- L'amore buio, regia di Antonio Capuano (2010)
- La scuola è finita, regia di Valerio Jalongo (2010)
- Come un soffio (2010) (cortometraggio)
- Un Baiser Papillon, regia di Karine Silla (2011)
- La kryptonite nella borsa, regia di Ivan Cotroneo (2011)
- L'uomo doppio -docufilm-, regia di Cosimo Terlizzi (2012)
- Come il vento, regia di Marco Simon Puccioni (2013)
- Il capitale umano, regia di Paolo Virzì (2013)
- Il ragazzo invisibile, regia di Gabriele Salvatores (2014)
- Il nome del figlio, regia di Francesca Archibugi (2015)
- Per amor vostro, regia di Giuseppe M. Gaudino (2015)
- La vita possibile, regia di Ivano De Matteo (2016)
- Il colore nascosto delle cose, regia di Silvio Soldini (2017)
- Controfigura, regia di Rä Di Martino (2017)
- Il ragazzo invisibile - Seconda generazione, regia di Gabriele Salvatores (2018)
- Figlia mia, regia di Laura Bispuri (2018)
- I villeggianti (Les Estivants), regia di Valeria Bruni Tedeschi (2018)
- Ritratto della giovane in fiamme (Portrait de la jeune fille en feu), regia di Céline Sciamma (2019)
- 5 è il numero perfetto, regia di Igort (2019)
- Adults in the Room, regia di Costa-Gavras (2019)
- Tutto il mio folle amore, regia di Gabriele Salvatores (2019)
- Un confine incerto, regia di Isabella Sandri (2019)
- Lasciami andare, regia di Stefano Mordini (2020)
- Fortuna, regia di Nicolangelo Gelormini (2020)
- Raffaello Il Giovane Prodigio, regia di Massimo Ferrari (2021)
- La terra dei figli, regia di Claudio Cupellini (2021)
- La scuola cattolica, regia di Stefano Mordini (2021)
- Occhi blu, regia di Michela Cescon (2021)
- Marcel!, regia di Jasmine Trinca (2022)
- Te l'avevo detto, di Ginevra Elkann (2023)
- The Beautiful Game, regia di Thea Sharrock (2024)
- Maria, regia di Pablo Larraín (2024)
- Volontè - L'uomo dai mille volti, regia di Francesco Zippel (2024)
- Fuori, regia di Mario Martone (2025)
- La Gioia, regia di Nicolangelo Gelormini (2025)
- Breve storia d'amore, regia di Ludovica Rampoldi (2025)
- Elisa, regia di Leonardo Di Costanzo (2025)

#### Televisione
- Fallen Angels – serie TV, episodio Red Wind (1995)
- Alexandria Hotel – serie TV, episodio L'alibi (1998)
- La vita che verrà – miniserie TV (1999)
- Giulio Cesare (Julius Caesar) – film TV (2002)
- In Treatment – serie TV, 9 episodi (2013)
- The Morning Show – serie TV, 8 episodi (2021)
- La vita bugiarda degli adulti, regia di Edoardo De Angelis – serie TV (2023)
- Call My Agent - Italia, regia di Luca Ribuoli – serie TV, episodio 2x01 (2024)

### Regista
- Armandino e il MADRE - cortometraggio (2010)
- Miele (2013)
- Euforia (2018)
- L'arte della gioia (2024)

## Riconoscimenti
- David di Donatello
  - 1987 – Candidatura a Migliore attrice protagonista per Storia d'amore
  - 1988 – Candidatura a Migliore attrice protagonista per Gli occhiali d'oro
  - 1998 – Candidatura a Migliore attrice protagonista per Le acrobate
  - 2003 – Candidatura a Migliore attrice protagonista per Respiro
  - 2006 – Migliore attrice protagonista per La guerra di Mario
  - 2008 – Candidatura a Migliore attrice non protagonista per Caos calmo
  - 2009 – Candidatura a Migliore attrice protagonista per Giulia non esce la sera
  - 2009 – Candidatura a Migliore canzone originale per Giulia non esce la sera
  - 2012 – Candidatura a Migliore attrice protagonista per La kryptonite nella borsa
  - 2014 – Candidatura a Miglior regista esordiente per Miele
  - 2014 – Candidatura a Migliore sceneggiatura per Miele
  - 2014 – Migliore attrice non protagonista per Il capitale umano
  - 2015 – Candidatura a Migliore attrice non protagonista per Il ragazzo invisibile
  - 2016 – Candidatura a Migliore attrice protagonista per Per amor vostro
  - 2017 – Candidatura a Migliore attrice non protagonista per La vita possibile
  - 2018 – Candidatura a Migliore attrice protagonista per Il colore nascosto delle cose
  - 2019 – Candidatura a Miglior film per Euforia
  - 2019 – Candidatura a Miglior regista per Euforia
  - 2019 – Candidatura a Migliore sceneggiatura originale per Euforia
  - 2019 – Candidatura David giovani per Euforia
  - 2020 – Candidatura a Migliore attrice protagonista per Tutto il mio folle amore[27]
  - 2020 – Migliore attrice non protagonista per 5 è il numero perfetto[27]
  - 2025 – Candidatura a Miglior film per L'arte della gioia
  - 2025 – Candidatura a Miglior regista per L'arte della gioia
  - 2025 – Migliore sceneggiatura non originale per L'arte della gioia

- Nastro d'argento
  - 1986 – Candidatura a Migliore attrice protagonista per Piccoli fuochi
  - 1987 – Migliore attrice protagonista per Storia d'amore
  - 1988 – Candidatura a Migliore attrice protagonista per Paura e amore
  - 1988 – Candidatura a Migliore attrice non protagonista per Rain Man - L'uomo della pioggia
  - 1999 – Candidatura a Migliore attrice protagonista per L'albero delle pere
  - 2002 – Migliore attrice protagonista per Respiro
  - 2004 – Candidatura a Migliore attrice protagonista per Prendimi e portami via
  - 2006 – Candidatura a Migliore attrice protagonista per Texas
  - 2007 – Candidatura a Migliore attrice protagonista per La guerra di Mario
  - 2009 – Candidatura a Migliore attrice protagonista per Giulia non esce la sera
  - 2009 – Migliore canzone originale (Piangi Roma) per Giulia non esce la sera
  - 2010 – Candidatura a Migliore attrice protagonista per L'uomo nero
  - 2012 – Candidatura a Migliore attrice protagonista per La kryptonite nella borsa
  - 2013 – Miglior regista esordiente per Miele
  - 2014 – Candidatura a Migliore attrice protagonista per Come il vento
  - 2016 – Candidatura a Migliore attrice protagonista per Per amor vostro
  - 2018 – Candidatura a Migliore attrice protagonista per Figlia mia
  - 2020 – Migliore attrice non protagonista per 5 è il numero perfetto e Ritratto della giovane in fiamme
  - 2025 - Migliore attrice protagonista per Fuori
- Globo d'oro
  - 1986 – Miglior attrice rivelazione per Figlio mio, infinitamente caro... e Piccoli fuochi
  - 2002 – Candidatura a Miglior attrice per L'inverno
  - 2004 – Candidatura a Miglior attrice per Prendimi e portami via
  - 2006 – Miglior attrice per La guerra di Mario
  - 2012 – Candidatura a Miglior attrice per La kryptonite nella borsa
  - 2013 – Migliore opera prima per Miele
  - 2018 – Candidatura a Miglior attrice per Il colore nascosto delle cose
  - 2025 – Miglior serie TV per L'arte della gioia
- Ciak d'oro
  - 1986 – Candidatura a Migliore attrice non protagonista per Figlio mio, infinitamente caro...
  - 1987 – Migliore attrice protagonista per Storia d'amore[28]
  - 2008 – Candidatura a Migliore attrice non protagonista per Caos calmo
  - 2011 – Candidatura a Migliore attrice non protagonista per L'amore buio
  - 2012 – Migliore attrice protagonista per La kryptonite nella borsa[29]
  - 2014 – Migliore opera prima per Miele[30]
  - 2014 – Candidatura a Migliore sceneggiatura per Miele
  - 2015 – Candidatura a Migliore attrice non protagonista per Il ragazzo invisibile
  - 2017 – Candidatura a Migliore attrice non protagonista per La vita possibile
  - 2020 – Candidatura a migliore attrice protagonista per 5 è il numero perfetto[31]
- Mostra del cinema di Venezia
  - 1986 – Coppa Volpi per la migliore interpretazione femminile per Storia d'amore
  - 2015 – Coppa Volpi per la migliore interpretazione femminile per Per amor vostro
  - 2015 – Premio Pasinetti alla migliore attrice per Per amor vostro
  - 2019 – Premio Pasinetti alla migliore attrice per 5 è il numero perfetto

- Premio Flaiano
  - 2006 – Premio all'interprete femminile per La guerra di Mario

- Museo nazionale del cinema
  - 2015 – Premio Cabiria

- Bif&st-Bari International Film Festival
  - 2018 – Premio Mariangela Melato per il Cinema per la Migliore Attrice Protagonista per Figlia mia
  - 2019 – Federico Fellini Platinum Award for Cinematic Excellence

- Centro Sperimentale di Cinematografia
  - 2020 – Diploma Honoris Causa in recitazione

## Doppiatrici
Nelle versioni in italiano dei suoi film girati all'estero la Golino si è spesso ridoppiata con la propria voce. Vi sono tuttavia alcune eccezioni, in cui è stata doppiata da:
- Gabriella Borri in Acque di primavera, La puttana del re, The Beautiful Game
- Emanuela Rossi in Lupo solitario, Giulio Cesare
- Ida Sansone in Hot Shots!, Hot Shots! 2
- Roberta Greganti in Una maledetta occasione, Amnesia investigativa
- Liliana Sorrentino in Ultima estate a Tangeri
- Georgia Lepore in Paura e amore
- Isabella Pasanisi in Big Top Pee-wee - La mia vita picchiatella
- Micaela Esdra in L'anno del terrore
- Laura Boccanera in Via da Las Vegas
- Chiara Colizzi in Four Rooms
- Antonella Rendina in Fuga da Los Angeles
- Franca D'Amato in Frida
- Maura Cenciarelli in Il primo bacio
- Cristina Boraschi in Amnesia investigativa (ridoppiaggio)